# Abbéville-lès-Conflans
Abbéville-lès-Conflans – miejscowość i gmina we Francji, w regionie Grand Est, w departamencie Meurthe-et-Moselle.
Według danych na rok 1990 gminę zamieszkiwały 222 osoby, a gęstość zaludnienia wynosiła 29 osób/km² (wśród 2335 gmin Lotaryngii Abbéville-lès-Conflans plasuje się na 823. miejscu pod względem liczby ludności, natomiast pod względem powierzchni na miejscu 775.).